# 新古典經濟學派
新古典經濟學派（英語：neoclassical economics），又稱第一代新古典派经济学、新古典派經濟學，興起於二十世紀初期的經濟主義思潮。他們是個鬆散的團體，繼承了古典經濟學的立場，共同的主張是支持自由市場經濟、個人理性選擇，並且反對政府過度干預。新古典經濟學派與凱恩斯學派結合組成了新凱恩斯學派。
新古典主義經濟學形成了個體經濟學的主要成份。

## 成員
新古典主義經濟學起源自阿尔弗雷德·马歇尔與奧地利經濟學派。後期的成員包括了奧地利學派的第二代人物——路德維希·馮·米塞斯、弗里德里希·海耶克，以及由米爾頓·佛利民領軍的芝加哥學派。